# Hemelumer Oldeferd
Hemelumer Oldeferd (en frison Himmelumer Aldefurd) est une ancienne commune néerlandaise de la province de la Frise.
La commune était située sur l'IJsselmeer, dans le sud-ouest de la Frise. Jusqu'au 1er janvier 1956, son nom officiel était Hemelumer Oldephaert en Noordwolde. Elle a été supprimée au 1er janvier 1984. La commune a alors été divisée en deux :
- La plus grande partie de la commune a fusionné avec les villes de Workum, Hindeloopen et Stavoren dans la nouvelle commune de Nijefurd.
- Une petite partie de la commune englobant les villages de Kolderwolde, Elahuizen et Oudega a fusionné avec les anciennes communes de Gaasterland et de Sloten pour former la nouvelle commune de Gaasterland, dont le nom officiel depuis le 1er janvier 1985 est Gaasterlân-Sleat (en frison).

La commune était composée de 10 localités, dont le nom officiel était (et est toujours) en néerlandais, sauf pour Het Heidenschap (nom officiel frison : It Heidenskip). Ces dix villages étaient : Elahuizen, It Heidenskip, Hemelum, Kolderwolde, Koudum, Molkwerum, Nijega, Oudega, Scharl et Warns.